# 브랜던 키너
브랜던 키너(Brandon Keener, 1974년 10월 1일 ~ )는 미국의 배우, 텔레비전 배우, 성우이다.
포트스미스에서 태어났다.

## 영화
- 콕트 (2015년) - 브렉 역
- 낫 세이프 포 워크 (2014년) - 모이어스 역
- 더 퍼지:거리의 반란 (2014년) - 그래스 역
- 더 길트 트립 (2012년) - 리안 맥피 역
- 동물원 사육사 (2011년)
- 그는 당신에게 반하지 않았다 (2009년)
- 할리우드 폭로전 (2008년)
- 비버리힐즈 치와와 (2008년)
- 굿 저먼 (2006년)
- 크리미널 (2004년)
- 풀 프론탈 (2002년)
- 갤럭시 퀘스트 (1999년)